# Два Дражина момка
Два Дражина момка је четничка песма настала током 1941. године, отприлике у време када су почели сукоби између партизана и четника. Песма је популарност стекла на равногорским зборовима који се сваког 13. маја одржавају на Равној гори. Данас је позната и под именом Над Краљевом жива ватра сева.